# تشونغ لين وانغ
تشونغ لين وانغ (بالإنجليزية: Zhong Lin Wang)‏ هو فيزيائي أمريكي، ولد في 1961 في Pucheng County, Shaanxi ‏ في الصين.

## وصلات خارجية
- الموقع الرسمي